# Bojanowo (gromada)
Bojanowo – dawna gromada, czyli najmniejsza jednostka podziału terytorialnego Polskiej Rzeczypospolitej Ludowej w latach 1954–1972.
Gromady, z gromadzkimi radami narodowymi (GRN) jako organami władzy najniższego stopnia na wsi, funkcjonowały od reformy reorganizującej administrację wiejską przeprowadzonej jesienią 1954 do momentu ich zniesienia z dniem 1 stycznia 1973, tym samym wypierając organizację gminną w latach 1954–1972.
Gromadę Bojanowo z siedzibą GRN w mieście Bojanowie (nie wchodzącym w skład gromady) utworzono – jako jedną z 8759 gromad na obszarze Polski – w powiecie rawickim w woj. poznańskim, na mocy uchwały nr 34/54 WRN w Poznaniu z dnia 5 października 1954. W skład jednostki weszły obszary dotychczasowych gromad Tarchalin i Trzebosz, ponadto: a) parcele o łącznym obszarze 209,58,13 ha z karty 1 obrębu Gołaszyn Nr 4 i z karty 8 obrębu Gołaszyn Nr 3 z dotychczasowej gromady Gołaszyn I, b) parcele o łącznym obszarze 1039,31,91 ha z kart 1-7 obrębu Gołaszyn Nr 3 i z karty 1 obrębu Szemzdrowo z dotychczasowej gromady Gołaszyn II, oraz c) parcele o łącznym obszarze 785,79,64 ha z karty 1 obrębu Gościejowice Nr 55 i z karty 1 obrębu Gościejowice Nr 56 z dotychczasowej gromady Gościejowice – ze zniesionej gminy Bojanowo, a także parcele o łącznym obszarze 95,90,83 ha z karty 2 obrębu Gołaszyn Nr 4 z miasta Bojanowa – w tymże powiecie. Dla gromady ustalono 21 członków gromadzkiej rady narodowej.
1 stycznia 1959 do gromady Bojanowo włączono obszar zniesionej gromady Golina Wielka w tymże powiecie oraz część obrębu katastralnego Gołaszyn z miasta Bojanowa tamże.
Gromada przetrwała do końca 1972 roku, czyli do kolejnej reformy gminnej. 1 stycznia 1973 w powiecie rawickim reaktywowano gminę Bojanowo.